# فالفرد إنريكو
فالفرد إنريكو (بالإسبانية: Valverde-Enrique)‏ هي municipality of Spain تقع في إسبانيا في ليون (مقاطعة).